# یعر (یمن)
 یعر  دهستانی در عزلهٔ (بلاد عنس) از توابع استان ذَمار در کشور یمن در شبه جزیره عربستان است. 

## جمعیت
جمعیت آن (۷۲۲۵ ) نفر (۶۰ خانوار) می‌باشد.

## منبع
- المقحفی، ابراهیم، احمد ، (مُعجَم المُدُن وَالقَبائِل الیَمَنِیَة) ، منشورات دار الحکمة، صنعاء، چاپ پنجم، وانتشار سال ۱۹۸۵ میلادی به (عربی).